# Selaginella vestiens
Selaginella vestiens är en mosslummerväxtart som beskrevs av Bak.. Selaginella vestiens ingår i släktet mosslumrar, och familjen mosslummerväxter. Inga underarter finns listade i Catalogue of Life.